# Юханов Євген Георгійович
Євге́н Гео́ргійович Юха́нов — полковник, Міністерство внутрішніх справ України, учасник російсько-української війни.

## Життєпис
У рядах МВС з 1997 року, водій полку ППСМ Донецької області. 1999-го стає дільничним інспектором Будьонівського райвідділу.
Начальник міського відділу міліції Дебальцевого, УМВС України в Донецькій області, призначений у листопаді 2014-го.
10 лютого 2015-го загинув у бою з диверсійно-розвідувальною групою російських бойовиків, що спробувала захопити Дебальцевський міськвідділ міліції. Правоохоронці відбивали терористичний напад спільно з батальйоном «Артемівськ».
Вдома залишились дружина та двоє маленьких дітей. Похований у Мангуші.

## Нагороди
За особисту мужність і героїзм, виявлені у захисті державного суверенітету та територіальної цілісності України, вірність військовій присязі під час російсько-української війни
- нагороджений орденом «За мужність» III ступеня (26.2.2015, посмертно).